# Dinder
Le Dinder (en arabe Nahr Ad-dindar) est un affluent du Nil bleu, dont le cours est situé en Éthiopie et au Soudan.

## Géographie
Il prend sa source dans les plateaux d'Éthiopie, à l'ouest du lac Tana, et parcourt 480 kilomètres jusqu'à son confluent avec le Nil Bleu, près de la ville de Sannar.